# Зеньков, Иван Витальевич
Иван Витальевич Зеньков (бел. Іван Вітальевіч Зянькоў; род. 2 сентября 2003, Могилёв) — белорусский футболист, полузащитник.

## Карьера

### «Шахтёр» Солигорск

#### Аренда в «Шахтёр» Петриков
Воспитанник академии солигорского «Шахтёра», за который начал выступать за юношеские команды. В 2021 году футболист стал выступать за дублирующий состав клуба. В феврале 2022 года футболист отправился выступать за фарм-клуб петриковский «Шахтёр» в Первую лигу. Дебютировал за клуб 9 апреля 2022 года в матче против новополоцкого «Нафтана». Дебютный гол за клуб забил 23 апреля 2022 года в матче против «Орши», также отличившись результативной передачей и закончив встречу с 9 забитыми голами. Закрепился в основной команде клуба, став одним из ключевых игроков в стартовом составе. По итогу сезона стал бронзовым призёром чемпионата, отличившись 4 забитыми голами. В ноябре 2022 года вернулся в солигорский клуб, вместе с которым попал в заявку на матч Кубка Беларуси.

#### Сезон 2023
Зимой 2023 года футболист готовился к сезону с основной командой солигорского «Шахтёра». Дебютировал за клуб 25 февраля 2023 года в матче против «Гомеля» за Суперкубок Беларуси, заменив на 91 минуте Никиту Корзуна и по итогу встречи стал обладателем титула. Вместе с клубом вылетел из розыгрыша Кубка Беларуси, проиграв в четвертьфинальном матче 11 марта 2023 года жодинскому «Торпедо-БелАЗ». Дебютировал в Высшей лиге 18 марта 2023 года в матче против новополоцкого «Нафтана». Первым результативным действием за клуб футболист отличился 26 мая 2023 года в матче против бобруйской «Белшины», отдав голевую передачу. На протяжении сезона футболист был одним из основных игроком солигорского клуба, отличившись 3 результативными передачами во всех турнирах. По итогу сезона футболист вместе с клубом смог сохранить прописку в чемпионате.

#### Сезон 2024
Новый сезон футболист начал 6 марта 2024 года с четвертьфинального матча Кубка Беларуси против жодинского «Торпедо-БелАЗ», выйдя на поле в стартовом составе. Первый матч в новом сезоне за клуб в чемпионате футболист сыграл 17 марта 2024 года против «Витебска», выйдя на поле в стартовом составе.

## Международная карьера
В августе 2023 года футболист получил вызов в молодёжную сборную Беларуси на квалификационные матчи молодёжного чемпионата Европы. Дебютировал за сборную 13 октября 2023 года в матче против сборной Португалии.

## Достижения
«Шахтёр» Солигорск
- Обладатель Суперкубка Беларуси: 2023